# Евпатория-Курорт
Евпато́рия-Куро́рт (укр. Євпаторія-Курорт, крымскотат. Kezlev, Кезле́в, караимск. Кӧзлив) — пассажирская железнодорожная станция, расположенная в городе Евпатории в Крыму. Вокзал станции является главным железнодорожным вокзалом города-курорта.

## История
В середине XIX века Евпатория представляла собой уездный, малоизвестный в России городок, население которого занималось преимущественно торговлей хлебом, солью и рыбой. Известность курортного места город приобрёл к началу 1890-х годов после открытия Мойнакской грязелечебницы.
Курорт начинает входить в моду как «прекрасное дачное место». Западная часть побережья в короткий срок застраивается новыми дачами и особняками, здесь начинают разбивать сады и парки. Наблюдается наплыв отдыхающих и туристов; и к началу XX века остро встаёт вопрос о строительстве железной дороги, которая бы связала курортную Евпаторию с центром Таврической губернии — губернским городом Симферополем.
Железнодорожная линия нормальной колеи Сарабуз — Евпатория Екатерининской железной дороги была построена в 1915 году за несколько месяцев. Железнодорожная станция и вокзал Евпатория-Курорт открыты для пассажиров и перевозки багажа в 1916 году.
16 (29) мая 1916 года в Евпаторию на поезде прибыли Император Николай II и Императрица Александра Фёдоровна с детьми: наследником Алексеем, Великими княжнами Ольгой, Татьяной, Марией и Анастасией.
После церемонии на вокзале императорская семья на автомобилях проследовала в город, а также посетила «Приморскую санаторию-лазарет Ея Императорского Величества императрицы Александры Федоровны» на ул. Дувановской.
В своем дневнике Николай II оставил запись о посещении Евпатории:

В 8 час. утра прибыли в Евпаторию, когда я ещё спал. В 10 час. вышли из поезда и, приняв депутации, поехали в город. Погода была теплая, серая и ветреная.
Посетили собор, мечеть и кинассу караимов, которую также посетил Александр Павлович в 1825 г. Затем осмотрели лазарет Аликс — приморскую санаторию с ранеными из Ц. Села. Прошел с Алексеем к морю и осмотрел ванны. Побывали ещё в земской уездной больнице и вернулись в поезд в час с 1/4.
После завтрака отправились запросто в город в дальний его участок на дачу, занимаемую Аней. Дети резвились на берегу на чудном песку. Хотелось выкупаться, но воздух был прохладен. Выпив у неё чаю, приехали в поезд и в 6 1/4 уехали из Евпатории.
Город производит очень приятное впечатление и надо надеяться разовьется в большое и благоустроенное лечебное место. Довезли Аню до ст. Сарабуз.— Николай II, 16 (29) мая 1916 года..
В первом сезоне, летом 1916 от Евпатории ходило всего 2 поезда: в 7:20 до Москвы с беспересадочными вагонами до Севастополя, в 16:40 до Петрограда с беспересадочными вагонами до Симферополя.
В 1923 году железнодорожная ветка была протянута до Мойнакской грязелечебницы (Отар-Майнак). Позднее трасса застроена.
Во времена СССР станция принимала довольно большое количество пассажирских поездов. В летние месяцы их количество увеличивалось. В разные годы назначались прямые (курортные) поезда и беспересадочные вагоны из Москвы, Киева, Ленинграда, Минска, крупных городов Урала и Сибири.
В 1927 году взрослый билет на все поезда от Симферополя до Евпатории стоил 1 руб. 70 коп, без учёта багажа. Пригородный поезд находился в пути 3 ч. 15 мин., с остановками в Сарабузе и Саках. В 1937 году на скором поезде от Москвы до Евпатории можно было добраться за 36 часов.
В годы Великой Отечественной войны здание вокзала было разрушено. Частично восстановлено после освобождения Евпатории от немецко-фашистских захватчиков. Современное здание было построено в 1953 году по проекту архитекторов Я. А. Аир-Бабамяна и Б. Ю. Бранденбурга.
В 1970—1980-е годы на станции построены: локомотивное депо, электроцех, подземный переход, кассовый павильон с залом ожидания. В 1974 году пущен первый на маршруте до Симферополя электропоезд.

## Пассажирское движение
До декабря 2014 года станция принимала и отправляла пассажирские поезда. В разгар курортного сезона курсировали дополнительные состав и беспересадочные вагоны в киевском, московском, харьковском, минском направлениях. Например поезда: (159/160) Минск — Евпатория, (241/24)2 Харьков — Евпатория, курсировавшие только в летний период.
По состоянию на конец февраля 2020 года, на станцию прибывают и отправляются пригородные электропоезда до Симферополя.
28 апреля 2020 года открывается  прямое регулярное пассажирское сообщение с Санкт-Петербургом, скорый фирменный поезд 179А ↔ 180С «Таврия» будет курсировать ежедневно с Московского вокзала и соответственно со станции Евпатория-Курорт.
2 мая 2020 года открывается прямое пассажирское сообщение с Москвой — скорый фирменный поезд 174М ↔ 174С «Таврия» будет отправляться ежедневно с Казанского вокзала столицы и станции Евпатория-Курорт. Перевозчик — частная пассажирская компания «Гранд Сервис Экспресс». Продажа билетов на эти поезда стартовала на официальном сайте РЖД 25 февраля 2020 года.

### Направления, перевозчики и расписание
| Перевозчик                              | Дистанция             | Направления и расписание |
| --------------------------------------- | --------------------- | ------------------------ |
| АО ТК «Гранд Сервис Экспресс»           | Дальнее следование    | Яндекс                   |
| Южная пригородная пассажирская компания | Пригородное сообщение | Яндекс                   |

## В кинематографе
В кинокомедии «Мы с вами где-то встречались» (1954) герой Аркадия Райкина — артист Геннадий Максимов, покупая на вокзале запечённую курочку, колбасу и арбуз, — отстаёт от поезда и пытается догнать свой вагон. Съёмки этого эпизода проводились в 1953 году на вновь отстроенном железнодорожном вокзале и станции Евпатория-Курорт. В кадре можно хорошо рассмотреть новое здание вокзала, барельефы на его стенах и водонапорную башню, которая сохранилась до наших дней .

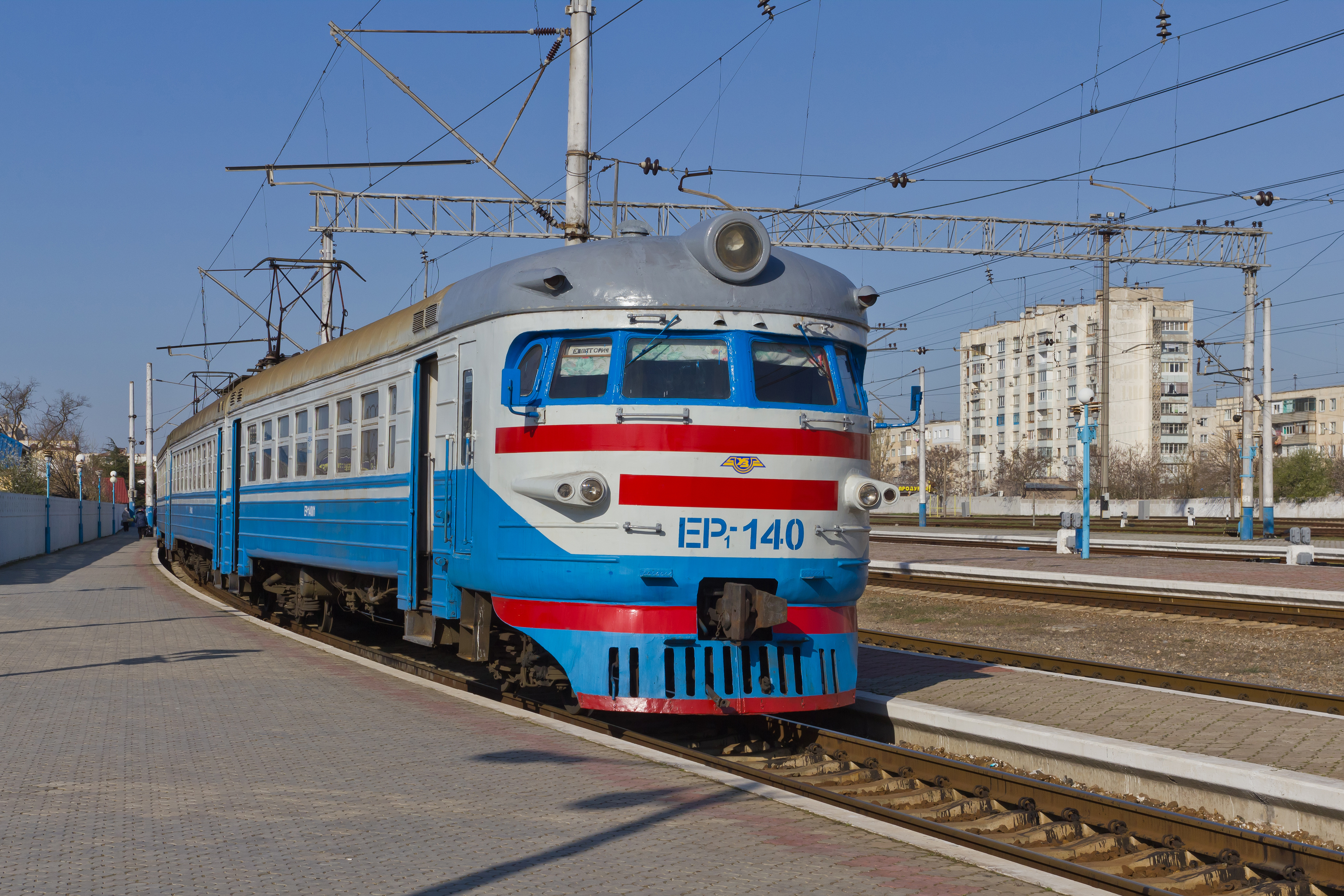
Электропоезд ЭР1-140 на пассажирской платформе. 2014 год.
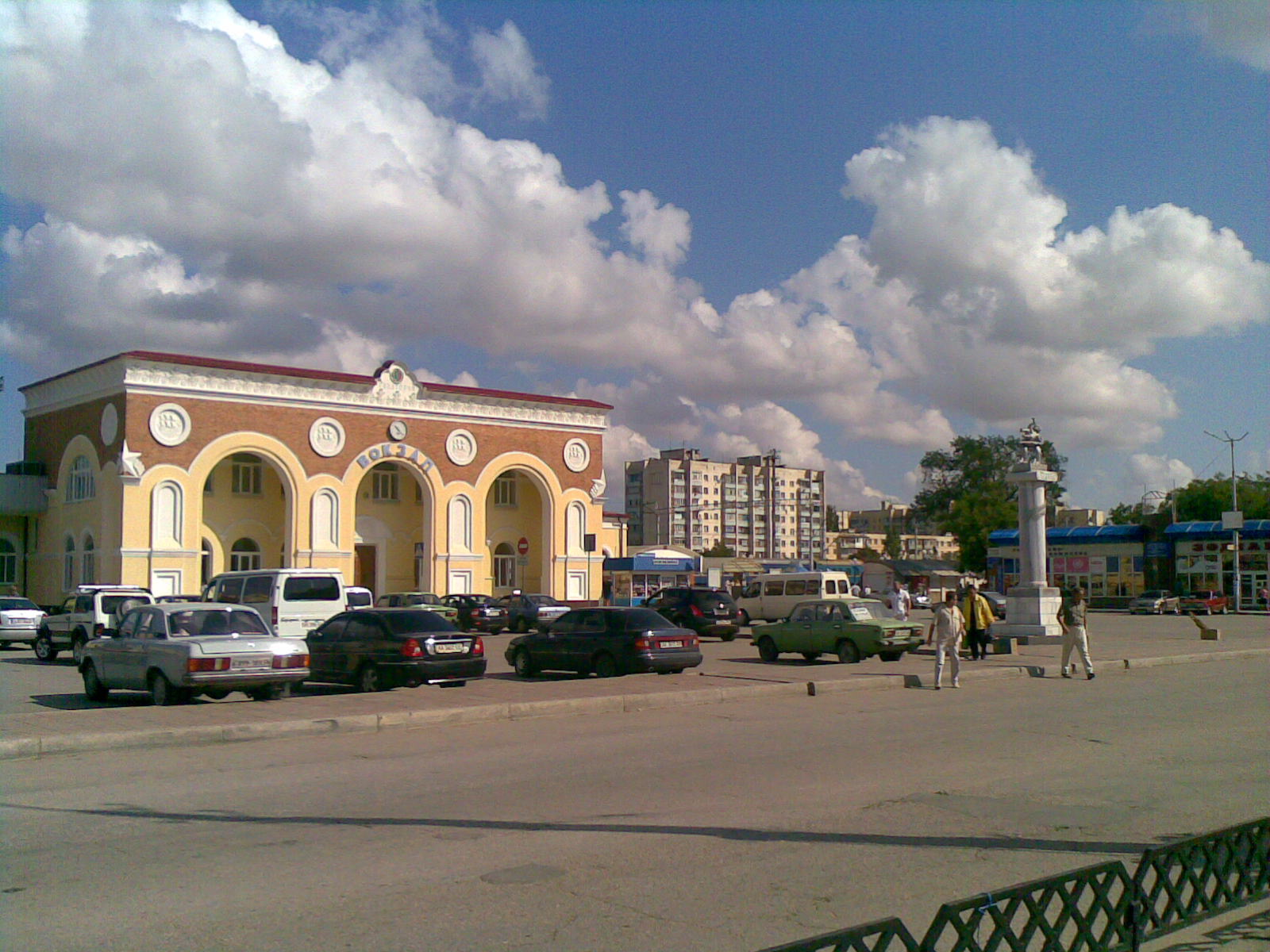
Вид на железнодорожный вокзал со стороны города
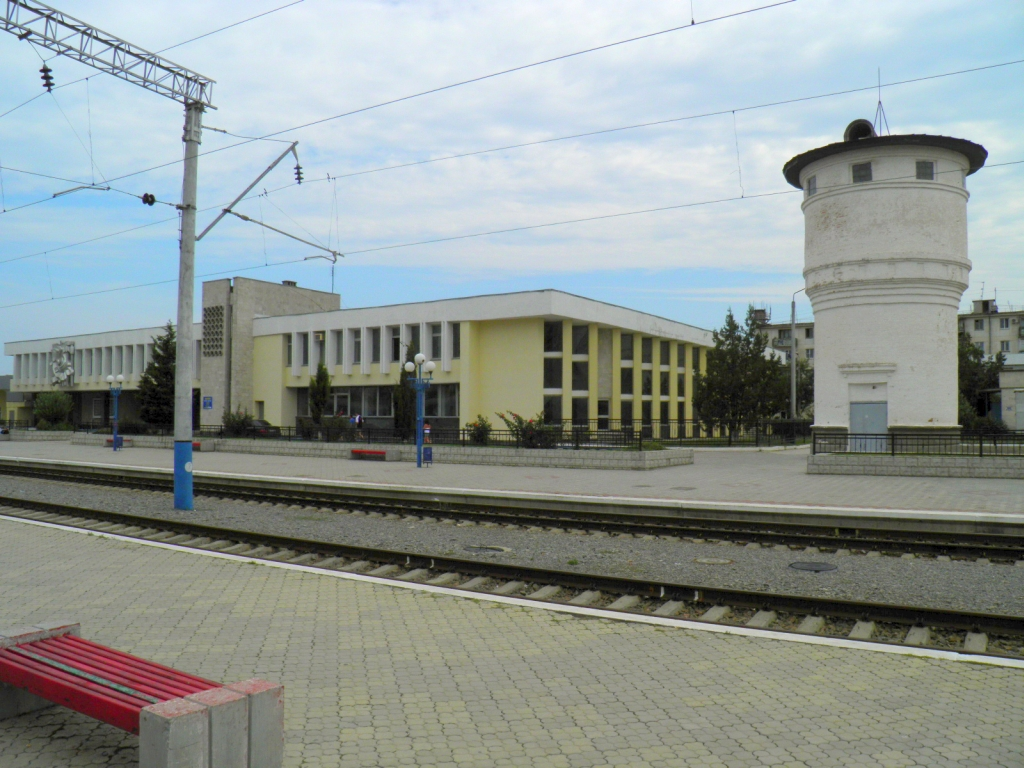
Водонапорная башня. 2011 год
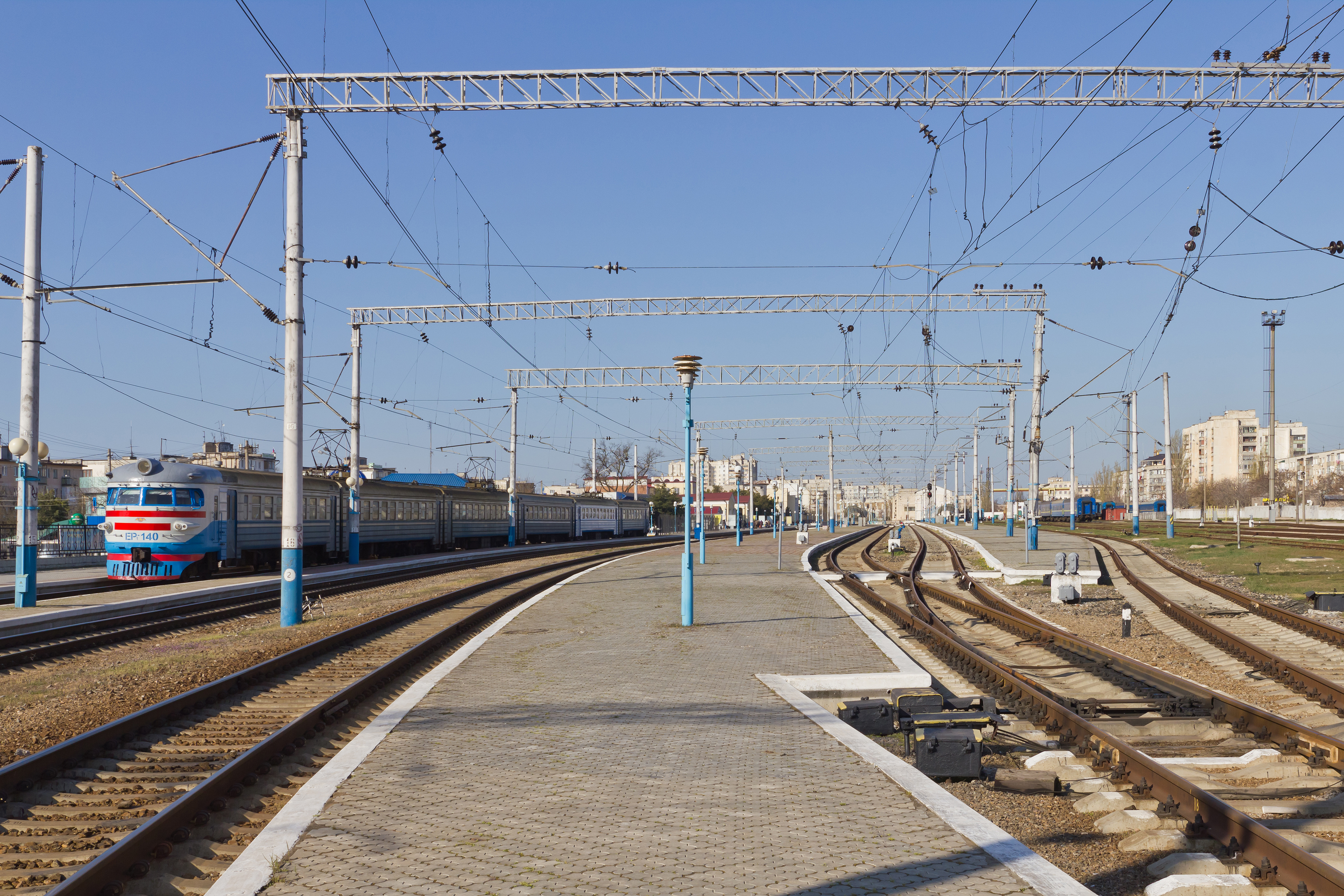
Вид на пассажирские перроны. 2014 год

## Внешние медиафайлы
- Прибытие царя Николая II в Евпаторию - май 1916 на YouTube
- Эпизод из фильма «Мы с вами где-то встречались» на YouTube
- Вид на главное здание вокзала со стороны города. 1955 год.